# Pêcheur d'hommes
Le terme de pêcheur d'hommes est, selon l'Évangile selon Luc, celui qu'utilise Jésus-Christ avant d'être ressuscité, au bord du lac de Génésareth. Il exhorte ainsi ses disciples à « jeter leurs filets » pour convertir les humains à la « Bonne nouvelle ».

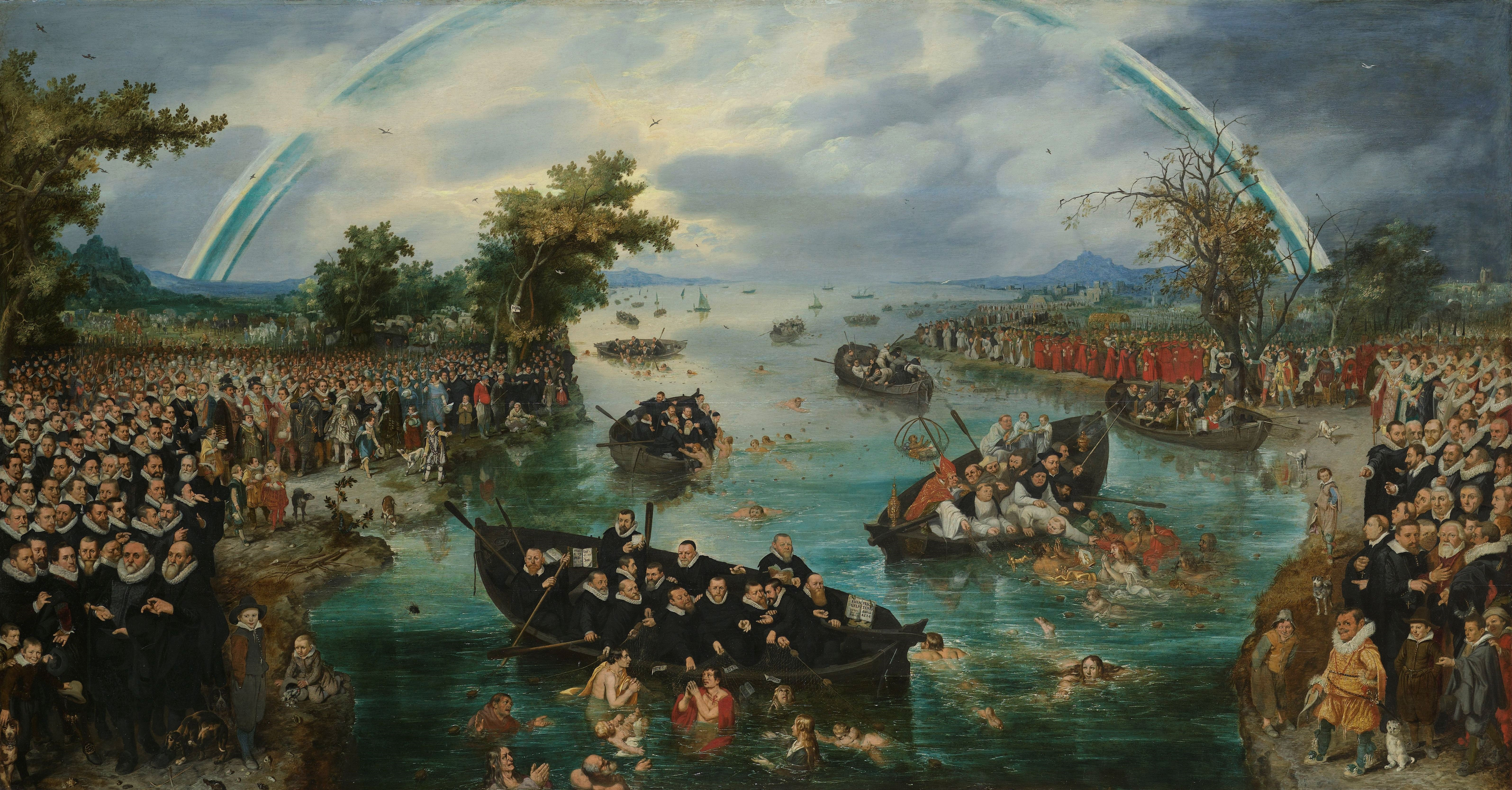
Adriaen van de Venne a peint Pêcheurs d'hommes, (1614)

## Texte
« Comme Jésus se trouvait auprès du lac de Génésareth, et que la foule se pressait autour de lui pour entendre la parole de Dieu, il vit au bord du lac deux barques, d'où les pêcheurs étaient descendus pour laver leurs filets. Il monta dans l'une de ces barques, qui était à Simon, et il le pria de s'éloigner un peu de terre. Puis il s'assit, et de la barque il enseignait la foule. Lorsqu'il eut cessé de parler, il dit à Simon: Avance en pleine eau, et jetez vos filets pour pêcher. Simon lui répondit: Maître, nous avons travaillé toute la nuit sans rien prendre; mais, sur ta parole, je jetterai le filet. L'ayant jeté, ils prirent une grande quantité de poissons, et leur filet se rompait. Ils firent signe à leurs compagnons qui étaient dans l'autre barque de venir les aider. Ils vinrent et ils remplirent les deux barques, au point qu'elles enfonçaient. Quand il vit cela, Simon Pierre tomba aux genoux de Jésus, et dit: Seigneur, retire-toi de moi, parce que je suis un homme pécheur. Car l'épouvante l'avait saisi, lui et tous ceux qui étaient avec lui, à cause de la pêche qu'ils avaient faite. Il en était de même de Jacques et de Jean, fils de Zébédée, les associés de Simon. Alors Jésus dit à Simon: Ne crains point; désormais tu seras pêcheur d'hommes. Et, ayant ramené les barques à terre, ils laissèrent tout, et le suivirent »

— Évangile selon Luc, chapitre 5, versets 1 à 11:
.

## Interprétation
Il faut se référer à la première pêche miraculeuse ainsi qu'à la deuxième pêche miraculeuse pour comprendre la métaphore évoquée par Jésus. Benoît XVI, en s'adressant aux évêques, précise que les termes « pêcheur d'hommes » désignent le fait qu'il faut jeter les filets de l'Évangile afin que les humains adhérent au Christ, « pour les tirer, pour ainsi dire, hors des eaux salées de la mort et de l’obscurité dans laquelle la lumière du ciel ne pénètre pas ».
Grégoire le Grand, quelques siècles plus tôt, a abordé le sujet dans son homélie 24 consacrée entièrement au deuxième épisode de la pêche. Il y précise qu'après la conversion, après avoir été pris dans les filets, il ne faut pas revenir aux péchés, mais suivre les vertus. Être pêcheur d'hommes consiste à faire suivre une vie meilleure à son prochain.